# Omphalotropis picta
Omphalotropis picta é uma espécie de gastrópode  da família Assimineidae.
É endémica de Guam.